# Worcester County (Massachusetts)
Worcester County je okres ve státě Massachusetts ve Spojených státech amerických. K roku 2010 zde žilo 798 552 obyvatel. Správním městem okresu je Worcester. Celková rozloha okresu činí 3382 km².

## Historie
Okres vznikl 2. dubna 1731 oddělením východní části Hampshire County, západní části Middlesex County a nejzápadnější části Suffolk County. Kvůli velikosti okresu bylo za 140 let jeho existence provedeno patnáct pokusů o rozdělení okresu na dva, ale bez úspěchu.

## Sousední okresy
| Růžice kompasu | Franklin County  | Cheshire County (New Hampshire)                   | Hillsborough County (New Hampshire)               | Růžice kompasu |
| Růžice kompasu | Hampshire County | Sever                                             | Middlesex County                                  | Růžice kompasu |
| Růžice kompasu | Hampshire County | Worcester County (Massachusetts)                  | Middlesex County                                  | Růžice kompasu |
| Růžice kompasu | Hampshire County | Jih                                               | Middlesex County                                  | Růžice kompasu |
| Růžice kompasu | Hampden County   | Tolland County a Windham County (oba Connecticut) | Norfolk County a Providence County (Rhode Island) | Růžice kompasu |

## Města
- Ashburnham
- Athol
- Auburn
- Barre
- Berlin
- Blackstone
- Bolton
- Boylston
- Brookfield
- Charlton
- Clinton
- Douglas
- Dudley
- East Brookfield
- Fitchburg
- Gardner
- Grafton
- Hardwick
- Harvard
- Holden
- Hopedale
- Hubbardston
- Lancaster
- Leicester
- Leominster
- Lunenburg
- Mendon
- Milford
- Millbury
- Millville
- New Braintree
- North Brookfield
- Northborough
- Northbridge
- Oakham
- Oxford
- Paxton
- Petersham
- Phillipston
- Princeton
- Royalston
- Rutland
- Shrewsbury
- Southborough
- Southbridge
- Spencer
- Sterling
- Sturbridge
- Sutton
- Templeton
- Upton
- Uxbridge
- Warren
- Webster
- West Boylston
- West Brookfield
- Westborough
- Westminster
- Winchendon
- Worcester